# Chambre des Demoiselles

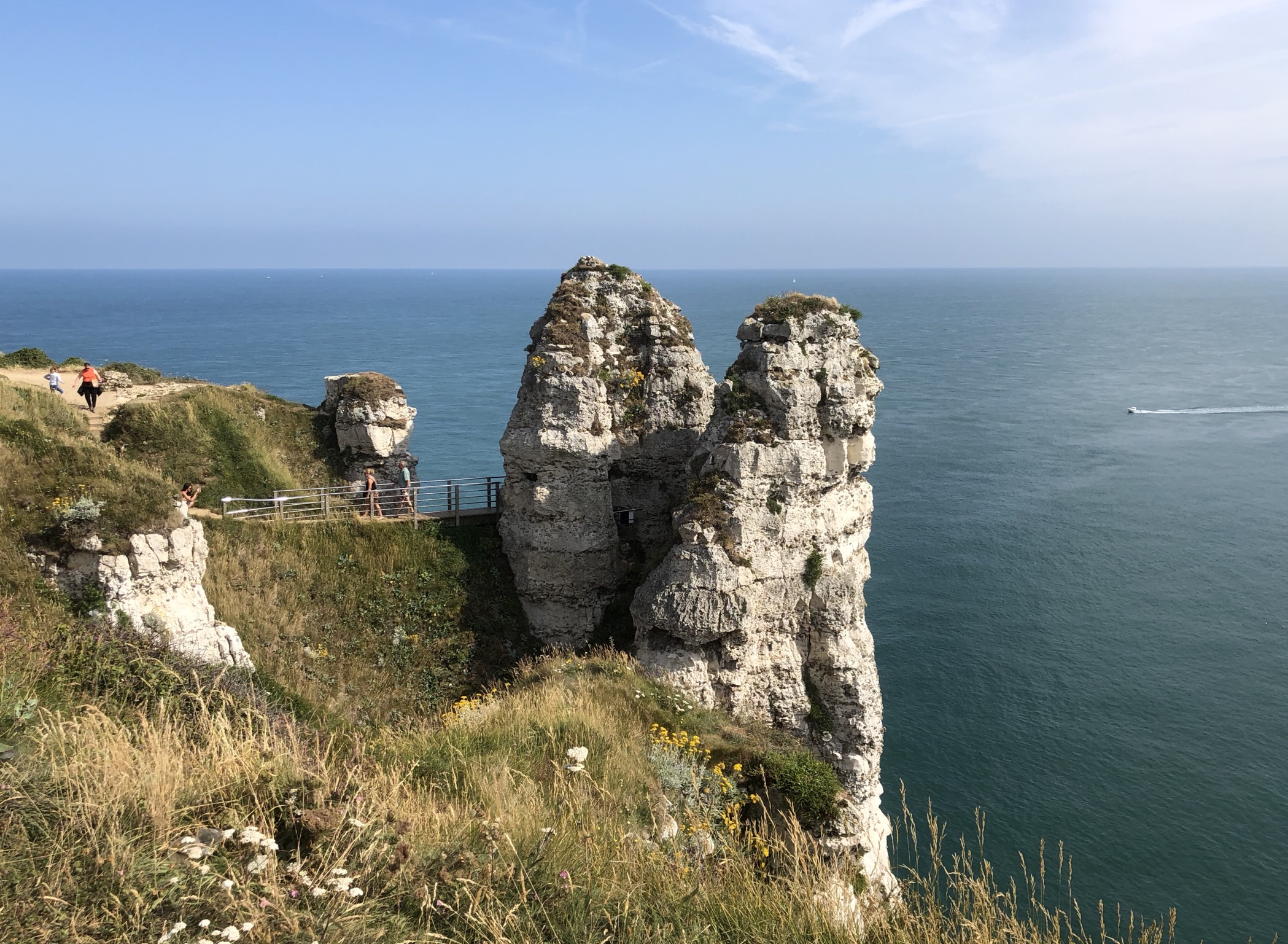
Chambre des Demoiselles, 2019

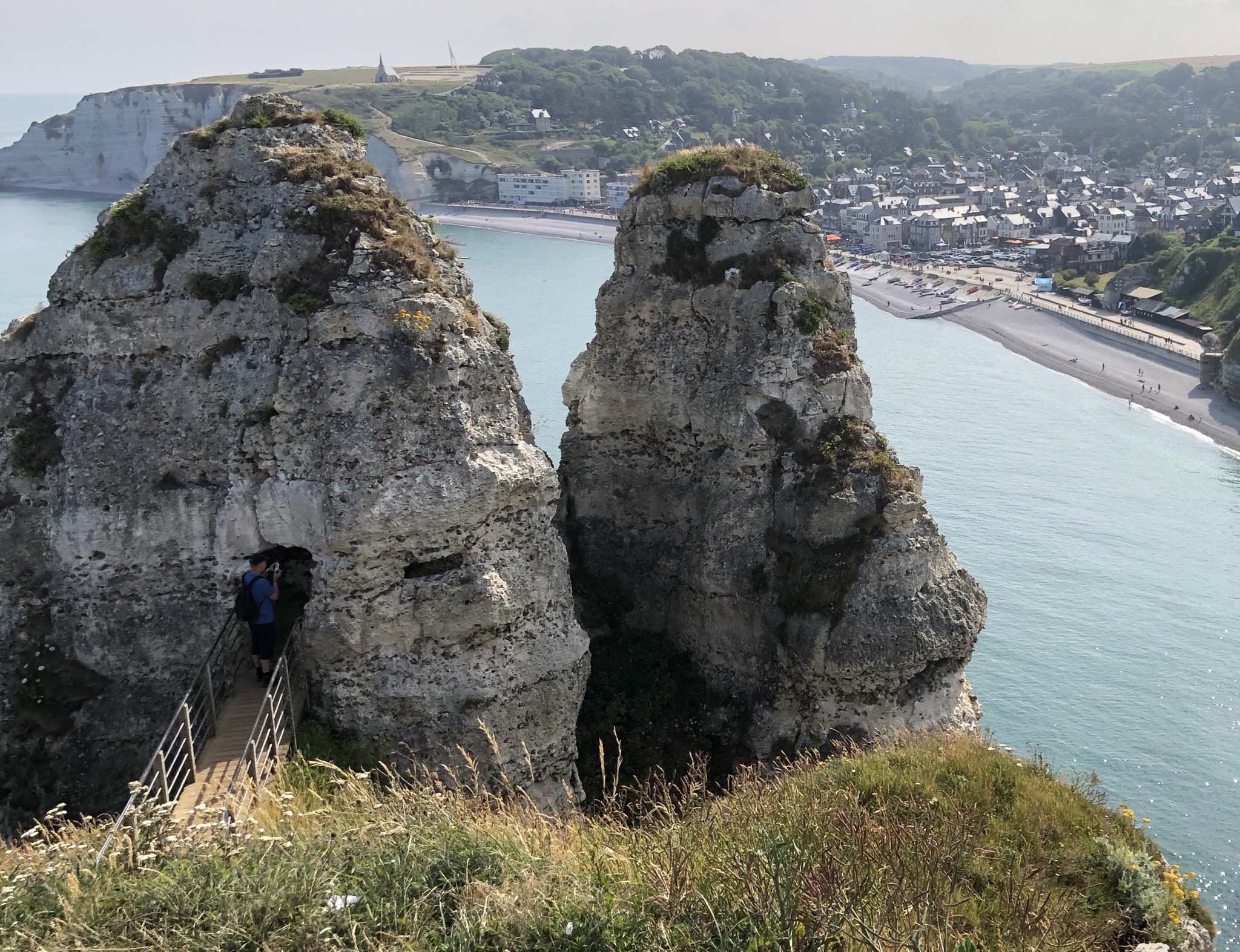
Zugang zur Chambre des Demoiselles, 2019

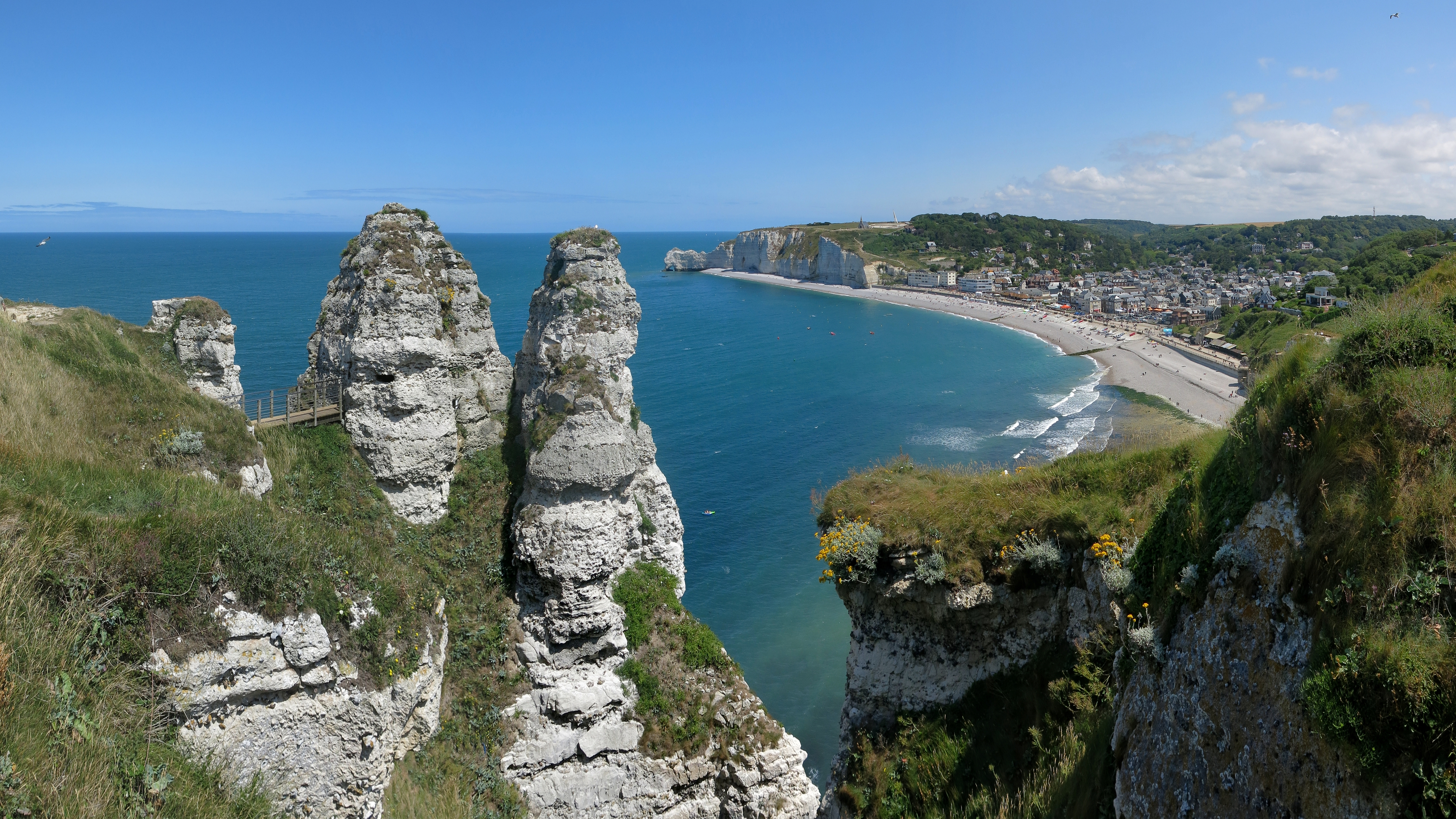
Chambre des Demoiselles, Ansicht von Südwesten

Chambre des Demoiselles ist eine Höhle an der Alabasterküste in der Normandie in Frankreich. 

## Lage und Beschaffenheit
Sie befindet sich im Gemeindegebiet von Étretat oben auf der Ostseite des Kreidefelsens Falaises d’Aval.
Die Höhle stellt eine nur schmale Felsspalte dar. Sie wird durch zwei Felsspitzen markiert. Zu einer der Felsspitzen führt ein Steg, von dem aus man durch einen Tunnel in die westliche Spitze gelangt.

## Legende
Der Name Chambre des Demoiselles bedeutet im Deutschen so viel wie Mädchenkammer und geht auf eine Legende zurück. Danach lebten die drei Töchter des Kaufmanns Jolivet, Jacinthe, Eléonore und Catherinette in Étretat. Die drei Verlobten der Mädchen waren als Soldaten im Krieg. Nach der bald erwarteten Rückkehr sollte eine dreifach Hochzeit statt finden. Kurz bevor er selber seine Geliebte heiraten wollte, forderte Seigneur Pays de Caux, Baron de Fréfossé die drei Mädchen für den Dienst in seinem Schloss, dem heutigen Château du Tilleul. Die Schwestern lehnten jedoch mehrfach ab. Fréfossé passte die Mädchen bei einem Ausflug auf die Falaises d’Aval ab, worauf diese in die Felsspalte flohen und sich die Nacht über dort versteckt hielten. Als sie ihr Versteck am nächsten Morgen verlassen wollten, stellten sie jedoch fest, dass Fréfossé den Zugang versperrt hatte. Als die Einwohner von Étretat das Verschwinden der drei Frauen bemerkten, begannen sie sie zu suchen. Die Suche blieb jedoch vergeblich. Nach drei Tagen und Nächten ohne Wasser und Nahrung starben die drei Schwestern in der Chambre des Demoiselles. 
Am Tag ihres Todes sollen drei Tauben über dem Felsen aufgestiegen seien, welche als die Seelen der drei Mädchen gedeutet wurden. Die Geister der Schwestern sollen zurückgekehrt sein und sich an Fréfossé gerächt haben. Noch heute sollen die Geister der Mädchen weiß gewandet in der Nacht und bei Nebel an der Felsspalte herumstreifen.
Nach einer anderen Schilderung der Legende sollen die drei Schwestern, als Fréfossé sie befreien wollte, spurlos verschwunden gewesen sein. Worauf vermutet wird, dass sie sich in Feen verwandelt hätten. Noch heute soll man ihr Weinen im heulenden Meereswind hören können.
In einer weiteren Variante gelingt es den Mädchen sich vor dem Baron in der Höhle so zu verstecken, dass er sie vergeblich sucht. Der Ausgang wird jedoch durch einen Erdrutsch versperrt, so dass sie in der Chambre des Demoiselles versterben. Der Baron war von Reue erfüllt und wurde ständig von den Geistern der Frauen verfolgt.
Der französische Dichter Guy de Maupassant lehnte sein Gedicht Légende de la Chambre des Demoiselles à Étretat an die Legende um die Chambre des Demoiselles an.